# 35371 Yokonozaki
35371 Yokonozaki è un asteroide della fascia principale. Scoperto nel 1997, presenta un'orbita caratterizzata da un semiasse maggiore pari a 2,2223609 au e da un'eccentricità di 0,2081588, inclinata di 3,97401° rispetto all'eclittica.